# Papir Matemàtic Lahun
El Papir matemàtic Lahun (també conegut com el Papir matemàtic Kahun) és un text matemàtic egipci antic. Forma part del Papir Kahun, el qual va ser descobert a El-Lahun (també conegut com a Lahun, Kahun o Il-Lahun) per Flinders Petrie durant excavacions d'una ciutat de treballadors a prop la piràmide del faraó de la 12è dinastia Sesostris II. El Papir Kahun és una col·lecció de texts que inclou texts administratius, texts mèdics, texts de veterinària i sis fragments dedicats a les matemàtiques.
Els texts matemàtics més comentats són usualment coneguts com:
- Lahun IV.2 (o Kahun IV.2) (UC 32159): Aquest fragment conté una taula de representacions de nombres de fracció egípcia de la forma 2/n.[2] Una versió més completa d'aquesta taula de fraccions és donada en el Papir matemàtic Rhind (RMP).[3]
- Lahun IV.3 (o Kahun IV.3) (UC 32160) conté nombres en progressió aritmètica i un problema molt semblant al problema 40 del Papir matemàtic Rhind.[4][5][6] Un altre problema a aquest fragment calcula el volum d'un graner cilíndric.[7] En aquest problema l'escriba utilitza una fórmula que agafa mides en colzes, calcula el volum i l'expressa dins de la unitat khar (1 Khar =  0,0953 m3 =  95,31 litres). Donats el diàmetre (d) i alçada (h) del graner cilíndric:

{\displaystyle V=((1+1/3)d)^{2}\ ((2/3)h)}.
En notació matemàtica moderna això és igual a:
{\displaystyle V={\frac {32}{27}}d^{2}\ h={\frac {128}{27}}r^{2}\ h} (mesurat en khar).
Aquest problema s'assembla al problema 42 del Papir Matemàtic Rhind. La fórmula és equivalent a {\displaystyle V={\frac {256}{81}}r^{2}\ h} mesurat en cúbits cúbics tal com s'utilitza en altres problemes.
- Lahun XLV.1 (o Kahun XLV.1) (UC 32161) conté un grup de nombres molt grans (centenars de milers).[9][10]
- Lahun LV.3 (o Kahun LV.3) (UC 32134Un i UC 32134B) conté l'anomenat problema aha que es pregunta com resoldre per una quantitat donada.[11][12] El problema s'assembla a uns dels del Papir Matemàtic Rhind (problemes 24–29).[13]
- Lahun LV.4 (o Kahun LV.4) (UC 32162) conté el que sembla el càlcul d'una àrea i un problema respecte al valor d'ànecs, oques i grues.[14][15] El problema que concerneix l'au és un problema baku i vist amb més profunditat, s'assembla al problema 69 en el Papir Matemàtic Rhind 11 i 21 en el Papir matemàtic de Moscou.[14]
- Fragment sense nom (UC 32118B).[16] Això és una peça fragmentària.[17]

## Taules 2/n
El Papir Lahun IV.2 presenta una taula 2/n per n senars, n = 1, , 21. El Papir Matemàtic Rhind ens informa d'una taula n de números senars fins a 101. Aquestes taules de fracció van ser relacionades amb problemes de multiplicació i l'ús de fraccions d'unitat, és a dir n/p escalat per LCM m fins mn/mp. A excepció de 2/3, totes les fraccions van ser representades com sumes de fraccions d'unitat (és a dir, de la forma 1/n), primer en números vermells. Els algoritmes de multiplicació i escalat dels factors van implicar repeticions de duplicació de números, i altres operacions. La duplicació d'una fracció d'unitat amb un sol denominador era senzilla: el denominador per 2. Duplicant una fracció amb un denominador senar ens resultava una fracció de la forma 2/n. Les regles de les taules RMP 2/n i RMP 36 van permetre als escribes trobar descomposicions de 2/n a fraccions d'unitat per necessitats específiques, habitualment per solucionar d'una altra manera nombres racionals no escalables (per exemple 28/97 en RMP 31, i 30/53 en RMP 36 per substituir 26/97 + 2/97 i 28/53 + 2/53) i generalment n/p per (n - 2) /p + 2/p. Les descomposicions eren úniques. Els números auxiliars vermells van seleccionar divisors de denominadors mp que millor sumaven a un numerador mn.